# Liste der Monuments historiques in Tréfols
Die Liste der Monuments historiques in Tréfols führt die Monuments historiques in der französischen Gemeinde Tréfols auf.

## Liste der Objekte
| Bezeichnung                      | Beschreibung                                                  | Standort                       | Kennzeichnung | Schutzstatus | Datum | Bild |
| -------------------------------- | ------------------------------------------------------------- | ------------------------------ | ------------- | ------------ | ----- | ---- |
| Skulptur einer Pilgerin          | Holz, farbig gefasst, 15. Jahrhundert                         | in der Kirche St-Médard (Lage) | PM51001110    | Classé       | 1977  |      |
| Kruzifix (1)                     | Holz, farbig gefasst, 17. Jahrhundert                         | in der Kirche St-Médard (Lage) | PM51002459    | Inscrit      | 1976  |      |
| Skulptur Heiliger Medardus       | Holz, Ende des 15. Jahrhunderts                               | in der Kirche St-Médard (Lage) | PM51003665    | Inscrit      | 1996  |      |
| Skulptur Madonna mit Kind        | Holz, farbig gefasst, 17. Jahrhundert                         | in der Kirche St-Médard (Lage) | PM51002456    | Inscrit      | 1976  |      |
| Linker Seitenaltar               | Altartisch und Retabel; Holz, farbig gefasst, 18. Jahrhundert | in der Kirche St-Médard (Lage) | PM51002457    | Inscrit      | 1976  |      |
| Skulptur eines heiligen Bischofs | Holz, farbig gefasst, 17. Jahrhundert                         | in der Kirche St-Médard (Lage) | PM51002455    | Inscrit      | 1976  |      |
| Skulptur Heiliger Hubertus       | Keramik, 19. Jahrhundert                                      | in der Kirche St-Médard (Lage) | PM51002458    | Inscrit      | 1976  |      |
| Skulptur Madonna                 | Holz, farbig gefasst, 16. Jahrhundert                         | in der Kirche St-Médard (Lage) | PM51002545    | Inscrit      | 1976  |      |
| Pietà                            | Stein, 17. Jahrhundert                                        | in der Kirche St-Médard (Lage) | PM51002543    | Inscrit      | 1977  |      |
| Kruzifix (2)                     | Holz, farbig gefasst, 16. Jahrhundert                         | in der Kirche St-Médard (Lage) | PM51002460    | Inscrit      | 1976  |      |
| Skulptur eines Pilgers           | Holz, farbig gefasst, 15. Jahrhundert                         | in der Kirche St-Médard (Lage) | PM51002542    | Inscrit      | 1977  |      |
| Skulptur Johannes Evangelist     | Holz, farbig gefasst, 16. Jahrhundert                         | in der Kirche St-Médard (Lage) | PM51002544    | Inscrit      | 1977  |      |
| Zwei Grabsteine                  | Stein, 14. Jahrhundert                                        | in der Kirche St-Médard (Lage) | PM51003666    | Inscrit      | 1996  |      |